# ادريانو سيلفا فرنسيسكو
ادريانو سيلفا فرنسيسكو (بالبرتغالية: Adriano Silva Francisco‏) (7 فبراير 1969 ببتروبوليس في البرازيل - ) هو لاعب كرة قدم برازيلي في مركز حراسة المرمى. لعب مع نادي فلامنغو.

## وصلات خارجية
- ادريانو سيلفا فرنسيسكو على موقع قاعدة بيانات كرة القدم.إي يو (الإنجليزية)